# Rio Fădimac
O Rio Fădimac é um rio da Romênia, afluente do Bega, localizado no distrito de Timiş.